# فيفيان ياجي
فيفيان ياجي (بالفرنسية: Vivian Amina Yaji)‏ (1930 - 6 ديسمبر 2011) هي كاتبة ومؤلفة فرنسية سودانية.

## حياتها ونشأتها
ولدت الدكتورة فيفيان أمينة ياجي في مدينة لا روشيل الفرنسية  عام 1930 وتوفيت في الخرطوم بالسودان عام 2011. قادتها رحلة بحث للتعرف على الإسلام واعتناقه في سن مبكرة من حياتها، ثم درست اللغة العربية وعلم الاجتماع في باريس. تعرفت على الدكتور محمد أحمد ياجي من السودان واقترنت به وانتقلت للعيش معه في السودان منذ عام 1955. وتنقلت معه خلال عمله دبلوماسياً إلى واشنطن ونيويورك وبغداد وجدة والكونغو. ثم استقرت في السودان حتى وفاتها في 6 ديسمبر 2011.

عملت بالترجمة والتدريس، حيث قامت بتدريس الأدب الفرنسي والأدب الأفريقي الناطق بالفرنسية والدراسات الإسلامية، في جامعات سودانية مختلفة، منها جامعة الخرطوم وجامعة أم درمان الإسلامية وجامعة النيلين. وألفت وترجمت الكثير من الأعمال في الإسلام وتاريخ السودان والمسرح الفرنسي والسوداني، كما قدمت العديد من البرامج الإذاعية في القسم الفرنسي بالإذاعة السودانية.

## مؤلفاتها[10][11]
(ترجمات وكتب ومقالات ومحاضرات وبرامج إذاعية، نشر الكثير منها وبعضها لم ير النور بعد، وتُرجم بعضها إلى اللغة العربية)
- 1962 -1963: الأحاجي السودانية، مجلة دراسات ورسائل من الشرق، بروكسل
- 1962-1964: الأحاجي السودانية، مجلة الموزيون، لوفان، بلجيكا
- 1973: قصتان لتوفيق الحكيم، مجلة سود، العدد 10
- 1978: وجوه من الإسلام، مجلة سود، العدد 28/29
- 1979: رجال من المهدية، مجلة سود، العدد 32/33
- 1979: يا طالع الشجرة لتوفيق الحكيم، فرنسا، بلجيكا
- 1979: الأربعون حديث النوويية، قطر (طبعة ثانية، جامعة أمدرمان الإسلامية، 1995)
- 1981: أحاجي أم درمان، أنتيب، فرنسا
- 1983: الحلنقا: قبيلة عربية وسط البجا، باريس
- 1984: الخليفة عبد الله، حوار، الخرطوم
- 1985: الخليفة عبد الله والأنصار الأوائل، مجلة الشهر في أفريقيا
- 1989: صورة الخليفة عبد الله، مجلة الدراسات السودانية
- 1988: الحنة، مجلة أخبار الوحدة العلمية الفرنسية، الخرطوم
- 1989: الفارس الأسود وقصص سودانية أخرى، بيبليسود، باريس
- 1997: وجوه من الإسلام بالاشتراك مع الدكتور عبد الرحمن معلا، بيبليسود، باريس
- 2000: رجال حول المهدي، الخرطوم
- 2004: الفقه الإسلامي، بيبليسود، باريس
- أمراء المهدية: صور لثلاث عشرة من أمراء المهدية
- الدَّيْن المقدس، ذكريات من الحج 1963-1967
- مقالات في الفلسفة
- الخليفة عبد الله حياته وسياسته، رسالة دكتوراه، مونتبلييه، فرنسا
- سلاطين الظل
- أصحاب الرسول

## ترجمات[12]
- كتاب «التوحيد» لمحمد بن عبد الوهاب
- كتاب «الطراز النقوش ببشري قتل يوحنا ملك الحبوش» لإسماعيل عبد القادر الكردفاني
- «تاريخ السودان القديم والحديث وجغرافيته» لنعوم شقير
- «12 قصة» لتوفيق الحكيم.
- «إيزيس»، لتوفيق الحكيم
- «الشلوخ»، للدكتور يوسف فضل
- «المقاومة الداخلية للحركة المهدية»، للدكتور محمد محجوب مالك

## مجموعة مسرحية ترجمت بالاشتراك مع الدكتور جان كلود غي
- نبتا حبيبتي لهاشم الصديق
- ريش النعام لخالد المبارك
- المك نمر لإبراهيم العبادي
- تاجوج لخالد عبد الرحمن أبوالروس
- مسرحية بدون عنوان للطيب المهدي
- خطوبة سهير لحمدنا الله عبد القادر
- عروس في المطار لمحمود سراج

## أوراق قدّمتها في مؤتمرات
- 1979 الخليفة عبد الله، صوفيا أنتيبوليس، أنتيب، فرنسا
- 1980 نعوم شقير وتاريخه عن السودان، صوفيا أنتيبوليس، أنتيب، فرنسا
- 1981 إسماعيل عبد القادر الكردفاني والطراز، صوفيا أنتيبوليس، أنتيب، فرنسا
- 1986 الخليفة عبد الله، الخرطوم
- 1986 صورة مشوهة للخليفة عبد الله، إيكس آن بروفانس
- 1989 صورة من تاريخ السودان في القرن التاسع عشر: الخليفة عبد الله، المؤتمر العالمي للتاريخ –جامعة أنتاناريفو

- برامج إذاعية في البرنامج الفرنسي بالإذاعة السودانية بأم درمان
- أصحاب الرسول
- نساء مسلمات
- الأئمة ورجال الصوفية في الإسلام
- الرسول، حياته ورسالته
- أركان الإسلام
- وجوه سودانية
- الأحاجي السودانية
- رؤساء الدولة الإسلامية
- الحجوة السودانية في الفلكلور العالمي